# Feakle
Feakle (irisch An Fhiacail; dt.: „Der Zahn“) ist ein Ort in der Grafschaft Clare im südlichen Westen Irlands. 2022 hatte der Ort 134 Einwohner.

## Lage
Feakle liegt im Osten der Grafschaft Clare an der Regionalstraße R468, nur wenige Kilometer westlich vom Lough Derg und südlich vom Lough Graney. Der nächste größere Ort ist Tulla in Richtung Südwesten. Etwas weiter im Süden (ca. 30 km) stößt man auf Limerick und in südwestlicher Richtung befindet sich der Shannon Airport (SNN).

## Geschichte
Nach Meinung einiger ist Feakle Parish eine Anglisierung der irischen Bezeichnung Paróiste na Fiacaile, das heißt übersetzt der „Sprengel des Zahns“. Mit dem ungewöhnlichen Namen ist ein Zahn des irischen Heiligen Mochonna gemeint. Dieser Zahn soll dem Mann ausgerechnet an diesem Ort ausgefallen sein. Worauf er der Legende nach an eben der Stelle später eine Kirche errichtete.
Andere behaupten hingegen, der Name des Ortes leite sich von fiathgail her, einer rauen Grassorte dieser Gegend, mit der Häuser gedeckt wurden und so der Name Teampall na Fiathgail in Gebrauch kam.
Nach einer dritten Erklärung soll der Name jedoch von Fia-Choill stammen, was übersetzt etwa Rehwald bedeutet.
Es ist somit nicht ganz sicher, woher der Name kommt. Allerdings scheint sich die Version mit dem Zahn durchzusetzen, zumal auch einer von den insgesamt elf St. Mochonna, die es in Irland gab, hier verehrt wurde und wird. Welcher von ihnen, ist allerdings auch nicht sicher.
Die alte Kirche, die seinen Namen trug und in deren Schatten Brian Merriman am Ende des 18. Jahrhunderts sein berühmtes 1000-zeiliges irischsprachiges Gedicht Das Mitternachtsgericht (Cúirt an Mheán Oíche) schrieb, wurde Anfang des 19. Jahrhunderts abgerissen und an deren Stelle eine protestantische Kirche errichtet. Überhaupt hat Merriman in seinem Gedicht dem Ort und seiner Umgebung, wie auch z. B. dem wenige Kilometer nördlich gelegenen Lough Graney, ein Denkmal gesetzt und sie so literarisch verewigt.
In der 131. Zeile des Gedichts wird der Ort bereits erwähnt: „Tá an chúirt seo seasmhach feasta sa bhFiacail“ („Das Dorf Feakle ist, wo das Gericht sitzt“).

## Brian Merriman
Brian Merriman (1749–1805) war ein irischsprachiger Dichter im ausgehenden 18. Jahrhundert. Von seinen ersten Lebensjahren weiß man nicht viel. Merriman wurde in Inis Diomáin geboren, verbrachte den größten Teil seines Lebens jedoch in Feakle. Er war ein passionierter Geigenspieler und soll in seiner Jugend ein Dasein als fröhlicher Lebemann geführt haben, der keinem Vergnügen abgeneigt war. (Von daher möglicherweise der Name: merry man) Das County Clare, das heute noch über ein reiches und vielfältiges Musikleben verfügt, muss damals auf eine Person wie Merriman sehr inspirierend gewirkt haben.
Er war in Cill Cláirín, einem Townland von Feakle als sogenannter „hedge-school master“ tätig, d. h., er vermittelte Lehrstoffe, wie irische Kultur und Sprache, die in den Zeiten der besonderen Strafgesetze (Penal Laws) verboten waren. Merriman beklagte in seinem Gedicht immer wieder den Niedergang der irischen Sprache.
Sein berühmtes 1000-zeiliges irischsprachiges Gedicht „Das Mitternachtsgericht“ (Cúirt an Mheán Oíche) hat ihn jedoch unsterblich gemacht und bei Bunshoon Bridge am Lough Graney (ir. Loch Gréine), zwischen Flagmount (ir. Leacain an Éadain) und Caher, wurde für ihn in den 1990er Jahren ein Gedenkstein errichtet.
Als er 1805 in Limerick starb, wurde er auf eigenen Wunsch in Feakle begraben. Auf dem dortigen Friedhof erinnert heute ein Denkmal, das von der Merriman-Gesellschaft (An Cumman Merriman) errichtet wurde, an den berühmten Bewohner des Ortes.

## Umgebung

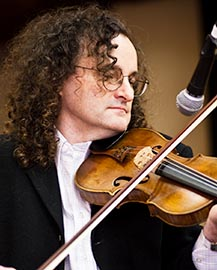
Martin Hayes auf dem Feakle Festival

Die Gegend zwischen Feakle und um Lough Graney gilt als eine der schönsten Ecken der Grafschaft Clare und wird auch als das „Killarney“ von Clare bezeichnet. Eine Infrastruktur mit u. a. dem Wanderweg „East Clare Way“ trägt dem Rechnung.

## Persönlichkeiten
- William Loughnane (1915–1982), Arzt, Musiker und Politiker

## Feakle Musik-Festival
Seit 1988 findet in Feakle im Sommer ein Festival für traditionelle irische Musik statt. Bekannte Solisten und Gruppen mit dem Schwerpunkt auf traditioneller Musik, wie z. B. Lasairfhíona Ní Chonaola (2003), Liam Clancy (2005) oder Líadan (2007) aber auch weniger bekannte Musiker treten hier im August über den Zeitraum von mehreren Tagen auf.
Regelmäßige Teilnehmer, sowohl bei den Konzerten als auch bei den Workshops, sind Musiker wie die Tulla Céilí Band, Seamus Begley und der bekannte Fiddlespieler Martin Hayes. Für Hayes ist es gewissermaßen ein Heimspiel, denn er stammt aus der Nähe von Feakle.